# Phil Gibson
Phil Gibson (* 30. November 1978 in Burlington, Ontario) ist ein ehemaliger kanadischer Canadian-Football-Spieler. Er spielte in vier Saisons auf der Position des Defensive Lineman in der Canadian Football League (CFL).

## Karriere
Gibson spielte von 1998 bis 2001 College Football an der University of Toledo für die Toledo Rockets. Im CFL Draft 2001 wurde er von den Montreal Alouettes in der dritten Runde als 18. Spieler ausgewählt. Den Großteil seiner ersten Saison in der CFL, die Saison 2002, verbrachte er auf der Injured List, erst in der 16. Spielwoche machte er im Spiel gegen die Hamilton Tiger-Cats sein Debüt. Auch in der Saison 2003 verbrachte er den Großteil des Saisonanfangs auf der Injured List, nur am siebten Spieltag im Spiel gegen die Winnipeg Blue Bombers war er spielberechtigt. Er erzielte in dem Spiel drei Tackles und einen Sack. Im August 2003 tauschten die Alouettes Gibson für Picks im CFL Draft 2004 und 2005 zu den Saskatchewan Roughriders. Dort erzielte er in 29 Spielen 15 Tackles. Im März 2005 verpflichteten die Alouettes Gibson als Free Agent. Anfang Juni 2007 verpflichteten ihn die Tiger-Cats. Er überstand jedoch nicht den finalen Rostercut und wurde deshalb Ende Juni 2007 bereits wieder entlassen.